# Тарасово (Курская область)
Тарасово — село в Медвенском районе Курской области России. Входит в состав Гостомлянского сельсовета.

## География
Село находится на юге центральной части Курской области, в пределах Среднерусской возвышенности, в лесостепной зоне, на берегах реки Реут, на расстоянии примерно 22 километров (по прямой) к западу-северо-западу от Медвенки, административного центра района.

### Климат
Климат характеризуется как умеренно континентальный, с тёплым летом и умеренно холодной зимой. Среднегодовая температура воздуха — 5,5 °C. Абсолютный минимум температуры воздуха самого холодного месяца (января) составляет −37 °C; абсолютный максимум самого тёплого месяца (июля) — 35 °C. Безморозный период длится около 151 дня в году. Среднегодовое количество атмосферных осадков составляет 587 мм, из которых большая часть выпадает в тёплый период.
| Показатель                                                                     | Янв. | Фев. | Март | Апр. | Май  | Июнь | Июль | Авг. | Сен. | Окт. | Нояб. | Дек. | Год  |
| ------------------------------------------------------------------------------ | ---- | ---- | ---- | ---- | ---- | ---- | ---- | ---- | ---- | ---- | ----- | ---- | ---- |
| Средний суточный максимум, °C                                                  | −4   | −2,9 | 3    | 13,1 | 19,4 | 22,7 | 25,3 | 24,7 | 18,2 | 10,6 | 3,5   | −1,1 | 11,0 |
| Средняя температура, °C                                                        | −6,1 | −5,5 | −0,6 | 8,3  | 14,8 | 18,4 | 21   | 20,1 | 14,1 | 7,3  | 1,2   | −3,1 | 7,5  |
| Средний суточный минимум, °C                                                   | −8,5 | −8,6 | −4,6 | 2,8  | 9,2  | 13,1 | 15,9 | 15   | 9,8  | 4    | −1,1  | −5,3 | 3,5  |
| Норма осадков, мм                                                              | 52   | 44   | 48   | 50   | 64   | 71   | 75   | 56   | 58   | 58   | 47    | 49   | 672  |
| Источник: Погода по месяцам c ru.climate-data.org(дата обращения: Апрель 2022) |      |      |      |      |      |      |      |      |      |      |       |      |      |

### Часовой пояс
Село Тарасово, как и вся Курская область, находится в часовой зоне МСК (московское время). Смещение применяемого времени относительно UTC составляет +3:00.

## Население
| 2002 | 2010 |
| ---- | ---- |
| 347  | ↘281 |

### Половой состав
По данным Всероссийской переписи населения 2010 года в половой структуре населения мужчины составляли 33,3 %, женщины — соответственно 66,7 %.

### Национальный состав
Согласно результатам переписи 2002 года, в национальной структуре населения русские составляли 86 %.

## Инфраструктура
Личное подсобное хозяйство. В селе 150 домов.

## Транспорт
Тарасово находится в 21 км от автодороги федерального значения М2 «Крым» (часть европейского маршрута E 105), в 1 км от автодороги регионального значения 38К-004 (Дьяконово — Суджа — граница с Украиной), при автодорогe межмуниципального значения 38Н-096 (38К-004 — Тарасово), в 20 км от ближайшего ж/д остановочного пункта 439 км (линия Льгов I — Курск).
В 108 км от аэропорта имени В. Г. Шухова (недалеко от Белгорода).